# Zofia Romer
Zofia Romer  nhũ danh Dembowska (sinh ngày 16 tháng 2 năm 1885 - mất ngày 23 tháng 8 năm 1972) là một họa sĩ người Ba Lan. Bà sinh năm 1885 tại Estonia. Bà là con của bác sĩ nổi tiếng Tadeusz Dembowski và mẹ bà là Matylda. Zofia Romer lớn lên ở Litva và Ba Lan. Bà đã theo học nhiều họa sĩ khác nhau.

## Giáo dục
Tại Litva, đầu tiên Zofia Romer theo học họa sĩ Ivan Trutnev ở Vilnius. Sau đó, bà làm học trò của Roth và Shimon Holoszy ở Kraków, Ba Lan và Munich, Đức. Trong hai năm 1903-1904, bà tiếp tục đi học ở Paris, làm học trò của họa sĩ tranh chân dung nổi tiếng Jacques-Émile Blanche và họa sĩ tranh lịch sử Luc-Olivier Merson. Bà chính thức hoàn thành chương trình học mỹ thuật của mình tại Kraków, sau khi theo học họa sĩ Józef Siedlecki tại Bảo tàng Baraniecki.

## Hôn nhân và sự nghiệp
Khi còn trẻ, Zofia Romer có quan hệ tình cảm với Bronisław Malinowski và Stanisław Ignacy Witkiewicz.
Năm 1911, bà kết hôn với Eugeniusz Romer, một địa chủ người Ba Lan giàu có và có ảnh hưởng lớn ở Litva. Zofia Romer đóng một vai trò quan trọng trong di sản mỹ thuật của Litva. Trong sự nghiệp vẽ tranh sung mãn kéo dài gần 70 năm và sử dụng đa dạng chất pha màu, bà đã vẽ ra khoảng 5.000 tác phẩm, trong đó ít nhất 1.200 tác phẩm hiện được đưa vào các danh mục triển lãm. Từ năm 1943 trở đi, Zofia Romer kiếm thu nhập bằng công việc vẽ tranh chân dung. Sau khi rời nhà trong Chiến tranh thế giới thứ hai, trong nửa sau cuộc đời, bà sinh sống và vẽ tranh ở nhiều nơi, bao gồm Liên bang Nga, Tehran, Cairo, London, Hoa Kỳ và Montreal, Canada. Bà mất tại Montreal vào năm 1972.
Zofia Romer có năm người con: Zofia, Roch Edward, Eugenia, Andrzej Tadeusz và Hela. Con trai út Andrzej của bà đã dành cả cuộc đời để bảo tồn các di sản, thành tựu nghệ thuật của mẹ và xuất bản các cuốn hồi ký của cha mẹ. Các bức tranh của bà được triển lãm trong bộ sưu tập của nhiều bảo tàng ở Đông Âu bao gồm các bảo tàng nhà nước của Kaunas, Šiauliai, Telšiai, Kelmė, và Vilnius. Chúng cũng được triển lãm tại Bảo tàng Quốc gia ở Warsaw và cũng nằm trong nhiều bộ sưu tập tư nhân. Các tác phẩm của Zofia Romer đã được triển lãm ở London, Warsaw, Montreal, Melbourne, Cairo, Vilnius và Brussels. Năm 1992, một danh mục các tác phẩm nổi tiếng của bà đã được giới thiệu, liên kết với triển lãm tại nhiều bảo tàng.